# Sakuteiki
Le Sakuteiki (作庭記) (Livre de conception du jardin), est un guide pour la conception des jardins. Il remonte à l'époque de Heian du Japon, probablement à partir de la seconde moitié du XIe siècle, ce qui en fait le plus ancien ouvrage connu qui traite de la conception esthétique des jardins.

## Histoire
La version la plus ancienne du Sakuteiki est un manuscrit que l'on retrouve sur deux rouleaux transversaux. Les deux font 28,5 cm de haut, le premier 1 114,2 cm de long et le second 950,0 cm. L'histoire de la tradition est liée à la famille Maeda, qui était en possession des rouleaux et en avait également fait faire des copies. Aujourd'hui, la seule copie existante est nommée Rouleaux Tanimura d'après la famille propriétaire.
Ces rouleaux n'ont pas de titre à l'origine. Au cours de l'époque de Kamakura, l'ouvrage est appelé Senzai hisshō (前栽秘抄), (Secrets du jardin). Ce n'est qu'à l'époque d'Edo que l'on trouve le titre Sakuteiki. En 1800, le texte est ajouté à la collection source Gunsho Ruijū et donc transcrit en caractères d'imprimerie.

## Auteur
L'auteur n'est pas connu : alors que Fujiwara no Yoshitsune passait pour en être l'auteur, la recherche moderne indique que Tachibana no Toshitsuna (1028-1094) l'aurait écrit. Toshitsuna, fils de Fujiwara no Yorimichi, a longtemps travaillé dans l'administration des constructions impériales. On sait qu'il a conçu plusieurs jardins et possédait même deux propriétés. Selon une anecdote, il aurait soutenu devant l'empereur Shirakawa que son jardin était plus beau que le sien.
Il est également possible qu'il y ait eu plusieurs auteurs et que l'ouvrage ait ensuite été compilé sous la forme traditionnelle que l'on connaît aujourd'hui.

## Contenu
Le Sakuteiki traite de la conception des jardins et autres espaces ouverts selon le style shinden dans l'environnement des propriétés aristocratiques. Les éléments de conception centrale sont les roches, l'eau et les arbres. Ainsi, l'ouvrage porte sur dix-sept types différents de jeux d'eau, de cascades et huit espèces de seize plantes différentes, mais en accord avec le style shinden, il contient relativement peu de pierres.
Il existe plusieurs passages comportant des instructions techniques avec mesures et instructions précises. La plus grande partie, environ les deux tiers de l'ouvrage, traite des aspects religieux et philosophiques de la conception des jardins. S'y retrouvent des influences shintō, de la géomancie chinoise (le feng shui) et bouddhiste. Celles-ci se reflètent en particulier dans de nombreuses instructions relatives à l'usage de la boussole, comme la position que doivent occuper les pierres par rapport au bâtiment ou la direction dans laquelle un courant doit circuler à travers le jardin.
Le sakuteiki, qui n'est pas illustré, est la première nomenclature systématique des styles de jardinage durant l'époque de Heian. Il définit précisément l'art de l'architecture de paysage comme une tentative esthétique fondée sur le sentiment poétique du concepteur vis-à-vis du site.
Le traité énumère cinq styles de jardinage, dont
- le « style océan » (taikai no yō, 大海の様)[5],[6] ;
- le « style torrent de montagne » (yama kawa no yō, 山河の様)[5],[6] ;
- le « style large rivière » (taiga no yō, 大河の様)[5],[6] ;
- le « style zones humides » (numa ike no yō, 沼池様)[5],[6] ;
- le « style roseau » (ashide no yō, 葦手の様)[5],[6].

Le Sakuteiki est écrit à une époque au cours de laquelle la mise en place des roches est la partie la plus importante du jardinage et il « définit » littéralement l'art de construire des jardins. L'expression « Ishi wo taten koto » désigne non seulement le placement des pierres mais la construction elle-même du jardin. Il conseille au lecteur la manière de placer les pierres mais aussi la façon de suivre le « désir » des pierres.

## Source de la traduction
- (de)/(en) Cet article est partiellement ou en totalité issu des articles intitulés en allemand « Sakuteiki » (voir la liste des auteurs) et en anglais « Sakuteiki » (voir la liste des auteurs).